# Блэк, Джозеф
Джозеф Блэк (англ. Joseph Black; 16 апреля 1728, Бордо — 6 декабря 1799, Эдинбург) — шотландский химик и физик, преподаватель.
Член Эдинбургского королевского общества (1783), иностранный почётный член Петербургской академии наук (1783), иностранный член Парижской академии наук (1789).

## Биография
Джозеф Блэк родился 16 апреля 1728 года в семье виноторговца, выехавшего в Бордо по торговым делам. По материнской линии происходил из шотландской семьи, поэтому поступил в Университет Глазго, а затем продолжил образование по медицинской специальности в Эдинбурге.
Поначалу Блэк не проявлял никакого интереса к естественным наукам и изучал языки и философию в Университете Глазго. Только по настоянию отца он занялся медициной, анатомией, а затем физикой и химией.
В 1754 году Блэк обнаружил, что известняк (углекислый кальций) при нагревании или под действием кислот выделяет «связанный воздух», то есть углекислый газ.
На основе этих экспериментов учёный сделал вывод, что различие между углекислыми и едкими щелочами заключается в том, что в состав первых входит углекислый газ. Открыв углекислый газ, он доказал, что воздух представляет собой смесь газов, а не единую субстанцию, как до этого полагали учёные.
Открытие Блэком углекислого газа положило начало пневматической химии.
В 1755 году он открыл, что магний — химический элемент.
В 1756 году в возрасте 28 лет Блэк получил должность профессора медицины и лектора по химии в университете Глазго.
В 1757 году он ввёл понятие скрытой теплоты, открыв теплоту плавления и парообразования, хотя эти труды были опубликованы лишь в 1779.
В 1761 году он заметил, что лёд при плавлении поглощает тепло, не увеличивая своей температуры. Из этого он заключил, что частицы тепла объединяются с частицами льда и становятся латентной (скрытой) теплотой.
В ходе исследований с 1759 по 1763 год Блэк обнаружил различие между количеством теплоты и её температурой, ввёл понятие теплоёмкости и развил теорию скрытой теплоты, показав, что различные вещества имеют различную скрытую теплоту (удельную теплоту плавления).
Джозеф Блэк был хорошо знаком с Джеймсом Уаттом, который работал в том же университете мастером измерительных инструментов (считается, что Уатт был его учеником), и принимал активное участие в разработке парового двигателя Уатта.
С 1766 года Блэк преподавал в Эдинбурге.
В 1783 году был удостоен звания почётного члена Петербургской академии наук, а в 1789 — Парижской академии наук.
Блэк состоял в Покерном клубе (англ. The Poker Club) и был знаком с Дэвидом Юмом и Адамом Смитом.

## Память
В 1976 году в честь Джозефа Блэка был назван кратер на Луне.